# Bostonský maraton
Bostonský maraton je každoroční maratonský závod v Bostonu ve státě Massachusetts. Závod se pokaždé koná třetí pondělí v dubnu, na takzvaný „Den patriotů (vlastenců)“, který je připomínkou prvního vojenského střetu americké války za nezávislost – bitvy o Lexington a Concord. První maraton, inspirovaný úspěchem maratonského běhu na prvních moderních olympijských hrách v roce 1896 se běžel v roce 1897, což z bostonského maratonu činí nejstarší závod svého druhu na světě. Jako jeden ze šestice nejvýznamnějších světových maratonských běhů (Tokio, Boston, Londýn, Berlín, Chicago, New York) patří též k nejprestižnějším maratonům na světě.
Účastní se ho v průměru 20 000 závodníků, které podle odhadů zpravidla povzbuzuje zhruba 500 000 diváků podél trati.
Rekord trati drží Geoffrey Mutai, který v roce 2011 dosáhl času 2:03:02. Byl to nejrychlejší maraton všech dob, protože ale trať Bostonského maratonu nesplňuje pravidla IAAF ohledně způsobu měření délky trati a ohledně převýšení, nemůže být uznán za světový rekord.

## Přehled vítězů
| rok  | čas                                                           | vítěz                                                         | čas                                                           | vítězka                                                       |
| ---- | ------------------------------------------------------------- | ------------------------------------------------------------- | ------------------------------------------------------------- | ------------------------------------------------------------- |
| 2023 | 2:05:54                                                       | Evans Chebet                                                  | 2:21:38                                                       | Hellen Onsando Obiriová                                       |
| 2022 | 2:06:51                                                       | Evans Chebet                                                  | 2:21:02                                                       | Peres Jepchirchirová                                          |
| 2021 | 2:09:51                                                       | Benson Kipruto                                                | 2:25:09                                                       | Edna Kiplagatová                                              |
| 2020 | Tento ročník byl zrušen kvůli opatření proti nemoci covid-19. | Tento ročník byl zrušen kvůli opatření proti nemoci covid-19. | Tento ročník byl zrušen kvůli opatření proti nemoci covid-19. | Tento ročník byl zrušen kvůli opatření proti nemoci covid-19. |
| 2019 | 2:07:57                                                       | Lawrence Cherono                                              | 2:23:31                                                       | Worknesh Degefa                                               |
| 2018 | 2:15:58                                                       | Juki Kawauči                                                  | 2:39:54                                                       | Desi Linden                                                   |
| 2017 | 2:09:37                                                       | Geoffrey Kirui                                                | 2:21:52                                                       | Edna Kiplagatová                                              |
| 2016 | 2:12:45                                                       | Lemi Berhanu Hayle                                            | 2:29:19                                                       | Atsede Baysa                                                  |
| 2015 | 2:09:17                                                       | Lelisa Desisa                                                 | 2:24:55                                                       | Caroline Rotich                                               |
| 2014 | 2:08:37                                                       | Meb Keflezighi                                                | 2:19:59                                                       | Buzunesh Deba                                                 |
| 2013 | 2:10:22                                                       | Lelisa Desisa                                                 | 2:26:25                                                       | Rita Jeptoová                                                 |
| 2012 | 2:12:40                                                       | Wesley Korir                                                  | 2:31:50                                                       | Sharon Cheropová                                              |
| 2011 | 2:03:02                                                       | Geoffrey Mutai                                                | 2:22:36                                                       | Caroline Kilelová                                             |
| 2010 | 2:05:52                                                       | Robert Kiprono Cheruiyot                                      | 2:26:11                                                       | Teyba Erkessoová                                              |
| 2009 | 2:08:42                                                       | Deriba Merga                                                  | 2:32:16                                                       | Salina Kosgeiová                                              |
| 2008 | 2:07:46                                                       | Robert Kipkoech Cheruiyot                                     | 2:25:25                                                       | Dire Tuneová                                                  |
| 2007 | 2:14:13                                                       | Robert Kipkoech Cheruiyot                                     | 2:29:18                                                       | Lidija Grigorjevová                                           |
| 2006 | 2:07:14                                                       | Robert Kipkoech Cheruiyot                                     | 2:23:38                                                       | Rita Jeptoová                                                 |
| 2005 | 2:11:45                                                       | Hailu Negussie                                                | 2:25:13                                                       | Catherine Ndereba                                             |
| 2004 | 2:10:37                                                       | Timothy Cherigat                                              | 2:24:27                                                       | Catherine Ndereba                                             |
| 2003 | 2:10:11                                                       | Robert Kipkoech Cheruiyot                                     | 2:25:20                                                       | Svetlana Zacharovová                                          |
| 2002 | 2:09:02                                                       | Rodgers Rop                                                   | 2:20:43                                                       | Margaret Okayoová                                             |
| 2001 | 2:09:43                                                       | Lee Bong-Ju                                                   | 2:23:53                                                       | Catherine Ndereba                                             |
| 2000 | 2:09:47                                                       | Elijah Lagat                                                  | 2:26:11                                                       | Catherine Ndereba                                             |
| 1999 | 2:09:52                                                       | Joseph Chebet                                                 | 2:23:25                                                       | Fatuma Roba                                                   |
| 1998 | 2:07:34                                                       | Moses Tanui                                                   | 2:23:21                                                       | Fatuma Roba                                                   |
| 1997 | 2:10:34                                                       | Lameck Aguta                                                  | 2:26:23                                                       | Fatuma Roba                                                   |
| 1996 | 2:07:34                                                       | Moses Tanui                                                   | 2:27:12                                                       | Uta Pippigová                                                 |
| 1995 | 2:09:22                                                       | Cosmas Ndeti                                                  | 2:25:11                                                       | Uta Pippigová                                                 |
| 1994 | 2:07:15                                                       | Cosmas Ndeti                                                  | 2:21:45                                                       | Uta Pippigová                                                 |
| 1993 | 2:09:33                                                       | Cosmas Ndeti                                                  | 2:25:27                                                       | Olga Markovová                                                |
| 1992 | 2:08:14                                                       | Ibrahim Hussein                                               | 2:23:43                                                       | Olga Markovová                                                |
| 1991 | 2:11:06                                                       | Ibrahim Hussein                                               | 2:24:18                                                       | Wanda Panfilová                                               |
| 1990 | 2:08:19                                                       | Gelindo Bordin                                                | 2:25:24                                                       | Rosa Motaová                                                  |
| 1989 | 2:09:06                                                       | Abebe Mekonnen                                                | 2:24:33                                                       | Ingrid Kristiansenová                                         |
| 1988 | 2:08:43                                                       | Ibrahim Hussein                                               | 2:24:30                                                       | Rosa Motaová                                                  |
| 1987 | 2:11:50                                                       | Tošihiko Seko                                                 | 2:25:21                                                       | Rosa Motaová                                                  |
| 1986 | 2:07:51                                                       | Robert de Castella                                            | 2:24:55                                                       | Ingrid Kristiansenová                                         |
| 1985 | 2:14:05                                                       | Geoff Smith                                                   | 2:34:06                                                       | Lisa Larsenová Weidenbachová                                  |
| 1984 | 2:10:34                                                       | Geoff Smith                                                   | 2:29:28                                                       | Lorraine Mollerová                                            |
| 1983 | 2:09:00                                                       | Greg Meyer                                                    | 2:22:43                                                       | Joan Benoitová                                                |
| 1982 | 2:08:52                                                       | Alberto Salazar                                               | 2:29:33                                                       | Charlotte Teskeová                                            |
| 1981 | 2:09:26                                                       | Tošihiko Seko                                                 | 2:26:46                                                       | Allison Roeová                                                |
| 1980 | 2:12:11                                                       | Bill Rodgers                                                  | 2:34:28                                                       | Jacqueline Gareauová                                          |
| 1979 | 2:09:27                                                       | Bill Rodgers                                                  | 2:35:15                                                       | Joan Benoitová                                                |
| 1978 | 2:10:13                                                       | Bill Rodgers                                                  | 2:44:52                                                       | Gayle S. Barronová                                            |
| 1977 | 2:14:46                                                       | Jerome Drayton                                                | 2:48:33                                                       | Michiko Gormanová                                             |
| 1976 | 2:20:19                                                       | Jack Fultz                                                    | 2:47:10                                                       | Kim Merrittová                                                |
| 1975 | 2:09:55                                                       | Bill Rodgers                                                  | 2:42:24                                                       | Liane Winterová                                               |
| 1974 | 2:13:39                                                       | Neil Cusack                                                   | 2:47:11                                                       | Michiko Gormanová                                             |
| 1973 | 2:16:03                                                       | Jon Anderson                                                  | 3:05:59                                                       | Jacqueline Hansenová                                          |
| 1972 | 2:15:39                                                       | Olavi Suomalainen                                             | 3:10:26                                                       | Nina Kuscsiková                                               |
| 1971 | 2:18:45                                                       | Alvaro Mejia                                                  | 3:08:30                                                       | Sara Mae Bermanová                                            |
| 1970 | 2:10:30                                                       | Ron Hill                                                      | 3:05:07                                                       | Sara Mae Bermanová                                            |
| 1969 | 2:13:49                                                       | Jošiaki Unetani                                               | 3:22:46                                                       | Sara Mae Bermanová                                            |
| 1968 | 2:22:17                                                       | Amby Burfoot                                                  | 3:30:00                                                       | Bobbi Gibb                                                    |
| 1967 | 2:15:45                                                       | David McKenzie                                                | 3:27:17                                                       | Bobbi Gibb                                                    |
| 1966 | 2:17:11                                                       | Kendži Kemihara                                               | 3:21:40                                                       | Bobbi Gibb                                                    |
| 1965 | 2:16:33                                                       | Morio Šigemacu                                                |                                                               |                                                               |
| 1964 | 2:19:59                                                       | Aurele Vandendriessche                                        |                                                               |                                                               |
| 1963 | 2:18:58                                                       | Aurele Vandendriessche                                        |                                                               |                                                               |
| 1962 | 2:23:48                                                       | Eino Oksanen                                                  |                                                               |                                                               |
| 1961 | 2:23:39                                                       | Eino Oksanen                                                  |                                                               |                                                               |
| 1960 | 2:20:54                                                       | Paavo Kotila                                                  |                                                               |                                                               |
| 1959 | 2:22:42                                                       | Eino Oksanen                                                  |                                                               |                                                               |
| 1958 | 2:25:54                                                       | Franjo Mihalić                                                |                                                               |                                                               |
| 1957 | 2:20:05                                                       | John J. Kelley                                                |                                                               |                                                               |
| 1956 | 2:14:14                                                       | Antti Viskari                                                 |                                                               |                                                               |
| 1955 | 2:18:22                                                       | Hideo Hamamura                                                |                                                               |                                                               |
| 1954 | 2:20:39                                                       | Veikko Karvonen                                               |                                                               |                                                               |
| 1953 | 2:18:51                                                       | Keizo Jamada                                                  |                                                               |                                                               |
| 1952 | 2:31:53                                                       | Doroteo Flores                                                |                                                               |                                                               |
| 1951 | 2:27:45                                                       | Šigeki Tanaka                                                 |                                                               |                                                               |
| 1950 | 2:32:39                                                       | Kee Yong Ham                                                  |                                                               |                                                               |
| 1949 | 2:31:50                                                       | Karl Leandersson                                              |                                                               |                                                               |
| 1948 | 2:31:02                                                       | Gerard Cote                                                   |                                                               |                                                               |
| 1947 | 2:25:39                                                       | Yun Bok Suh                                                   |                                                               |                                                               |
| 1946 | 2:29:27                                                       | Stylianos Kyriakides                                          |                                                               |                                                               |
| 1945 | 2:30:40                                                       | John A. Kelley                                                |                                                               |                                                               |
| 1944 | 2:31:50                                                       | Gerard Cote                                                   |                                                               |                                                               |
| 1943 | 2:28:25                                                       | Gerard Cote                                                   |                                                               |                                                               |
| 1942 | 2:26:51                                                       | Joe Smith                                                     |                                                               |                                                               |
| 1941 | 2:30:38                                                       | Leslie S. Pawson                                              |                                                               |                                                               |
| 1940 | 2:28:28                                                       | Gerard Cote                                                   |                                                               |                                                               |
| 1939 | 2:28:51                                                       | Ellison M. Brown                                              |                                                               |                                                               |
| 1938 | 2:35:34                                                       | Leslie S. Pawson                                              |                                                               |                                                               |
| 1937 | 2:33:20                                                       | Walter Young                                                  |                                                               |                                                               |
| 1936 | 2:33:40                                                       | Ellison M. Brown                                              |                                                               |                                                               |
| 1935 | 2:32:07                                                       | John A. Kelley                                                |                                                               |                                                               |
| 1934 | 2:32:53                                                       | Dave Komonen                                                  |                                                               |                                                               |
| 1933 | 2:31:01                                                       | Leslie S. Pawson                                              |                                                               |                                                               |
| 1932 | 2:33:36                                                       | Paul DeBruyn                                                  |                                                               |                                                               |
| 1931 | 2:46:45                                                       | James P. Henigan                                              |                                                               |                                                               |
| 1930 | 2:34:48                                                       | Clarence DeMar                                                |                                                               |                                                               |
| 1929 | 2:33:08                                                       | John C. Miles                                                 |                                                               |                                                               |
| 1928 | 2:37:07                                                       | Clarence DeMar                                                |                                                               |                                                               |
| 1927 | 2:40:22                                                       | Clarence DeMar                                                |                                                               |                                                               |
| 1926 | 2:25:40                                                       | John C. Miles                                                 |                                                               |                                                               |
| 1925 | 2:33:00                                                       | Charles Mellor                                                |                                                               |                                                               |
| 1924 | 2:29:40                                                       | Clarence DeMar                                                |                                                               |                                                               |
| 1923 | 2:23:47                                                       | Clarence DeMar                                                |                                                               |                                                               |
| 1922 | 2:18:10                                                       | Clarence DeMar                                                |                                                               |                                                               |
| 1921 | 2:18:57                                                       | Frank Zuna                                                    |                                                               |                                                               |
| 1920 | 2:29:31                                                       | Peter Trivoulides                                             |                                                               |                                                               |
| 1919 | 2:29:13                                                       | Carl Linder                                                   |                                                               |                                                               |
| 1918 | 2:29:53                                                       | armádní štafeta                                               |                                                               |                                                               |
| 1917 | 2:28:37                                                       | Bill Kennedy                                                  |                                                               |                                                               |
| 1916 | 2:27:16                                                       | Arthur Roth                                                   |                                                               |                                                               |
| 1915 | 2:31:41                                                       | Edouard Fabre                                                 |                                                               |                                                               |
| 1914 | 2:25:14                                                       | James Duffy                                                   |                                                               |                                                               |
| 1913 | 2:25:14                                                       | Fritz Carlson                                                 |                                                               |                                                               |
| 1912 | 2:21:18                                                       | Michael Ryan                                                  |                                                               |                                                               |
| 1911 | 2:21:39                                                       | Clarence DeMar                                                |                                                               |                                                               |
| 1910 | 2:53:36                                                       | Fred Cameron                                                  |                                                               |                                                               |
| 1909 | 2:25:43                                                       | Henri Renaud                                                  |                                                               |                                                               |
| 1908 | 2:24:24                                                       | Thomas Morrisey                                               |                                                               |                                                               |
| 1907 | 2:45:45                                                       | Thomas Longboat                                               |                                                               |                                                               |
| 1906 | 2:38:25                                                       | Tim Ford                                                      |                                                               |                                                               |
| 1905 | 2:38:25                                                       | Frederick Lorz                                                |                                                               |                                                               |
| 1904 | 2:38:04                                                       | Michael Spring                                                |                                                               |                                                               |
| 1903 | 2:41:29                                                       | John Lorden                                                   |                                                               |                                                               |
| 1902 | 2:43:12                                                       | Sammy Mellor                                                  |                                                               |                                                               |
| 1901 | 2:29:23                                                       | John Caffery                                                  |                                                               |                                                               |
| 1900 | 2:39:44                                                       | John Caffery                                                  |                                                               |                                                               |
| 1899 | 2:54:38                                                       | Lawrence Brignolia                                            |                                                               |                                                               |
| 1898 | 2:42:00                                                       | Ronald J. MacDonald                                           |                                                               |                                                               |
| 1897 | 2:55:10                                                       | John J. McDermott                                             |                                                               |                                                               |

Pozn.: Tučně uvedené časy jsou rekordy trati. Výsledky žen uvedené kurzívou jsou vedeny v historických zápisech maratonu, ale jsou označeny jako neoficiální, neboť až do roku 1972 organizátoři závodu ženy k závodu nepřipouštěli.

## Bombové útoky 2013

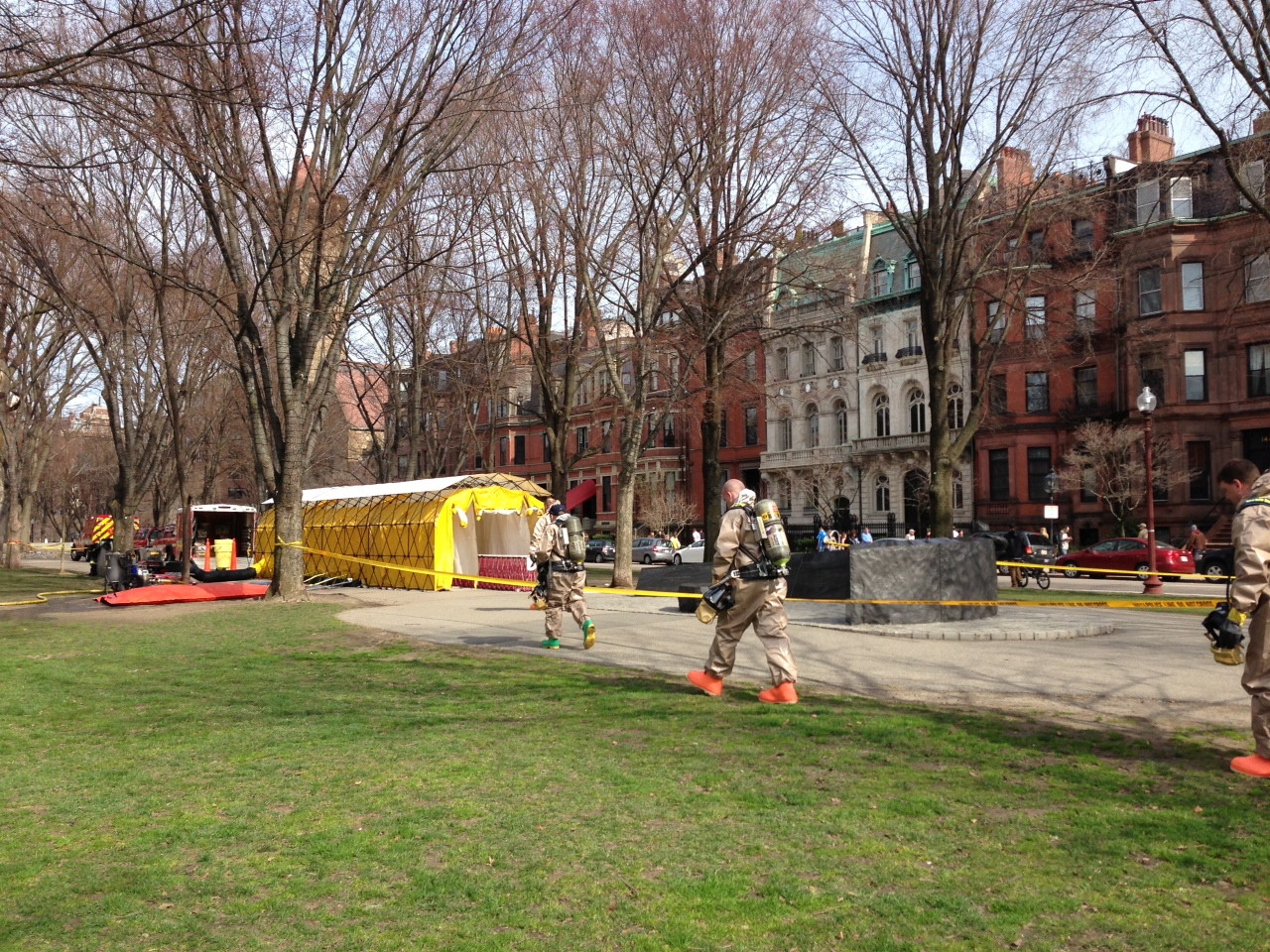
Biochemická jednotka poblíž cílové pásky

Dne 15. dubna 2013 ve 20:50 CET (zhruba v čase 04:09:43 závodu) došlo ke dvěma bombovým útokům (zhruba 165 m a 13 sekund od sebe), při kterých zahynuly 3 osoby (dvě dívky a osmiletý chlapec) a přes 130 osob bylo zraněno. V souvislosti s útoky vyhlásilo Federální letecké velení bezletovou zónu nad centrálním Bostonem a byly vypnuty mobilní sítě, aby se předešlo potenciálnímu odpálení dalších bomb. Bomba byla pravděpodobně vyrobená improvizovaně z tlakového hrnce, s náloží obalenou hřebíky a skobami, a umístěna v černém nylonovém batohu.